# Židovský hřbitov v Kovářově
Židovský hřbitov v Kovářově se nachází asi 600 m severoseverozápadně od zdejšího kostela. Je situován v lesíku za Prostředním rybníkem nedaleko slepé odbočky ze silnice č. 102 na Radvánov a Krásnou horu nad Vltavou.
Židovský hřbitov o rozloze 2090 m2 byl založen v 1. polovině 19. století. Z téže doby pocházejí i nejstarší zdejší náhrobky. Poslední náhrobek ze sta dochovaných je z roku 1940.  Hřbitov není volně přístupný.
Kovářovská židovská komunita přestala existovat podle zákona z roku 1890. Do okupace se o hřbitov starala zprvu židovská obec v Klučenicích a od roku 1923 židovská obec v Milevsku.